# Кубіязи
Кубія́зи (рос. Кубиязы, башк. Ҡубыяҙ) — село у складі Аскінського району Башкортостану, Росія. Адміністративний центр Кубіязівської сільської ради.
Населення — 1212 осіб (2010; 1329 у 2002).
Національний склад:
- башкири — 98 %